# Голицька сільська рада
Голи́цька сільська́ ра́да — колишня   адміністративно-територіальна одиниця та орган місцевого самоврядування в Болградському районі Одеської області. Адміністративний центр — село Голиця.

## Загальні відомості
Голицька сільська рада утворена в 1946 році.
- Територія ради: 70,63 км²
- Населення ради: 1 506 осіб (станом на 2001 рік)
- Територією ради протікає річка Малий Котлабух

## Населені пункти
Сільській раді були підпорядковані населені пункти:
- с. Голиця

## Населення
Згідно з переписом 1989 року населення сільської ради становило 1827 осіб, з яких 867 чоловіків та 960 жінок.
За переписом населення 2001 року в сільській раді мешкало 1456 осіб.

### Мова
Розподіл населення за рідною мовою за даними перепису 2001 року:
| Мова       | Відсоток |
| ---------- | -------- |
| болгарська | 91,63 %  |
| українська | 2,92 %   |
| російська  | 2,92 %   |
| молдовська | 1,26 %   |
| гагаузька  | 0,53 %   |
| вірменська | 0,4 %    |
| білоруська | 0,07 %   |

## Склад ради
Рада складалася з 16 депутатів та голови.
- Голова ради: Бернов Микола Миколайович
- Секретар ради: Беліогло Тетяна Георгіївна

### Керівний склад попередніх скликань
| Прізвище, ім'я, по батькові | Основні відомості                                                         | Дата обрання | Дата звільнення |
| --------------------------- | ------------------------------------------------------------------------- | ------------ | --------------- |
| Бернов Микола Миколайович   | Сільський голова, 1963 року народження, освіта вища, член Народної партії | 26.03.2006   | 31.10.2010      |
| Бернов Микола Миколайович   | Сільський голова, 1963 року народження, освіта вища, член Партії регіонів | 31.10.2010   |                 |

Примітка: таблиця складена за даними сайту Верховної Ради України

### Депутати
За результатами місцевих виборів 2010 року депутатами ради стали:

#### За суб'єктами висування
| Суб'єкт висування                                       | Кількість обраних депутатів | %    |
| ------------------------------------------------------- | --------------------------- | ---- |
| Партія регіонів                                         | 10                          | 62,5 |
| Комуністична партія України                             | 5                           | 31,3 |
| Політична партія Всеукраїнське об'єднання «Батьківщина» | 1                           | 6,3  |

#### За округами
| № округу                                                | Прізвище, ім'я, по батькові   | Дата визнання обраним | Освіта             | Партійна приналежність                        | Відомості про обраного депутата                                |
| ------------------------------------------------------- | ----------------------------- | --------------------- | ------------------ | --------------------------------------------- | -------------------------------------------------------------- |
| Комуністична партія України                             |                               |                       |                    |                                               |                                                                |
| 6                                                       | Димитров Степан Михайлович    | 04.11.2010            | середня спеціальна | член Комуністичної партії України             | Голицький будинок культури, працівник                          |
| 7                                                       | Кокол Георгій Іванович        | 15.11.2010            | середня            | позапартійний                                 | пожежне депо, водій                                            |
| 8                                                       | Денов Георгій Андрійович      | 04.11.2010            | середня            | член Комуністичної партії України             | Голицький дитячий садок, кочегар                               |
| 9                                                       | Тукан Тетяна Іванівна         | 04.11.2010            | середня спеціальна | позапартійна                                  | кафе «Чайна», продавець                                        |
| 10                                                      | Дуков Микола Миколайович      | 04.11.2010            | середня            | член Комуністичної партії України             | пенсіонер                                                      |
| Партія регіонів                                         |                               |                       |                    |                                               |                                                                |
| 1                                                       | Стоянов Петро Васильович      | 04.11.2010            | середня спеціальна | член Партії регіонів                          | Голицький будинок культури, директор                           |
| 2                                                       | Недялкова Домнікія Семенівна  | 04.11.2010            | середня спеціальна | член Партії регіонів                          | пенсіонерка                                                    |
| 4                                                       | Стоянова Домінікія Миколаївна | 04.11.2010            | середня спеціальна | член Партії регіонів                          | Голицька сільська рада, начальник військового облікового столу |
| 5                                                       | Ташогло Валентина Степанівна  | 04.11.2010            | вища               | член Партії регіонів                          | Голицька сільська рада, головний бухгалтер                     |
| 11                                                      | Рижа Домінікія Георгіївна     | 04.11.2010            | середня спеціальна | член Партії регіонів                          | Голицький дитячий садок, вихователь                            |
| 12                                                      | Райнова Юлія Михайлівна       | 04.11.2010            | середня спеціальна | член Партії регіонів                          | Голицька сільська лікарська амбулаторія, акушерка              |
| 13                                                      | Беліогло Тетяна Георгіївна    | 04.11.2010            | вища               | член Партії регіонів                          | Голицька сільська рада, секретар                               |
| 14                                                      | Димитрова Марія Іванівна      | 04.11.2010            | середня спеціальна | член Партії регіонів                          | Голицька сільська рада, землевпорядник                         |
| 15                                                      | Северюк Альона Дмитрівна      | 04.11.2010            | вища               | член Партії регіонів                          | Голицька загальноосвітня школа, вчитель                        |
| 16                                                      | Беліогло Марія Василівна      | 04.11.2010            | середня            | член Партії регіонів                          | ТОВ «Карамарин», касир                                         |
| Політична партія Всеукраїнське об'єднання «Батьківщина» |                               |                       |                    |                                               |                                                                |
| 3                                                       | Недялков Петро Петрович       | 04.11.2010            | середня спеціальна | член Всеукраїнського об'єднання «Батьківщина» | Голицька загальноосвітня школа, вчитель                        |